# Оленівка (Чортківський район)

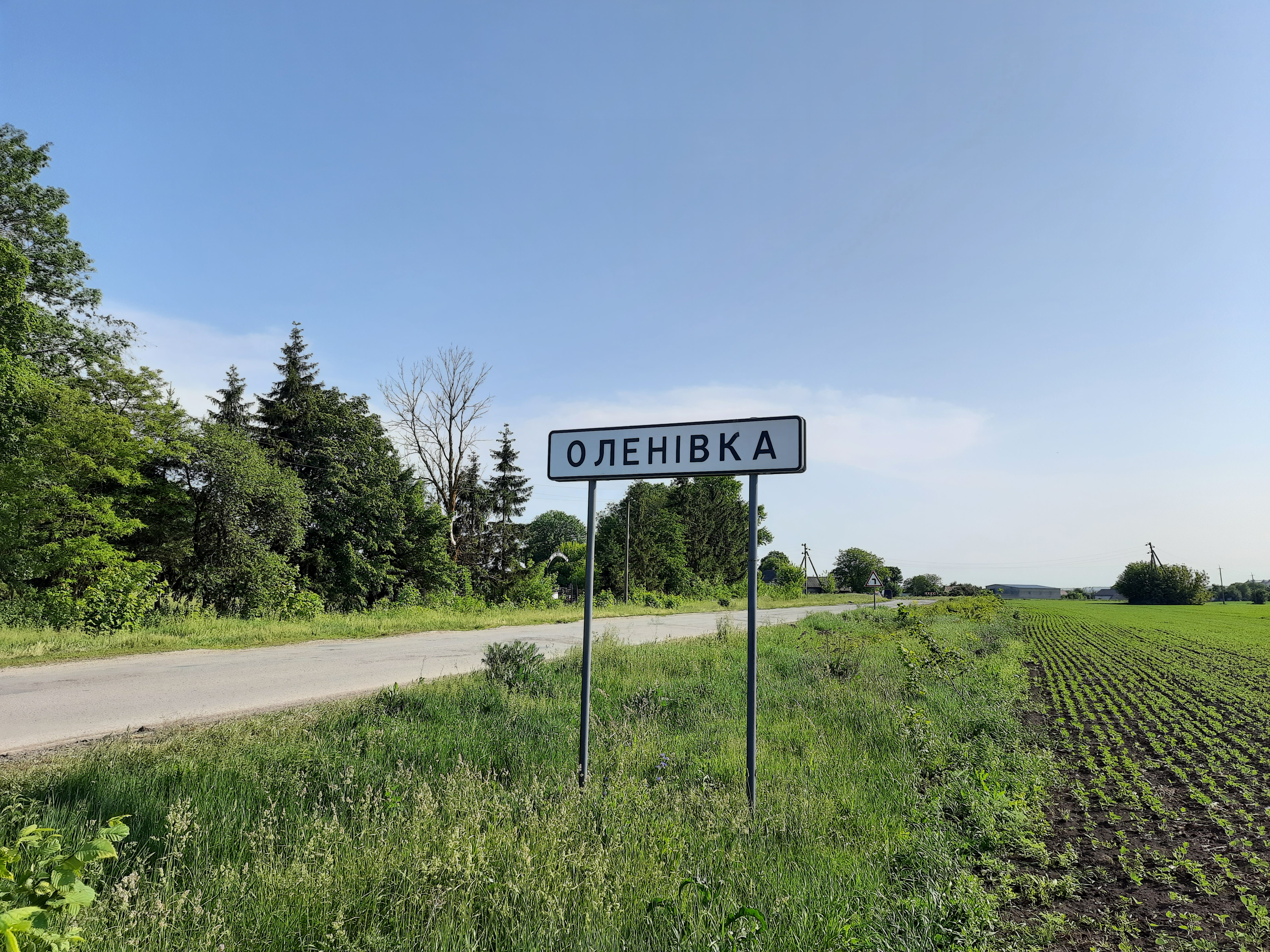
Дорожній знак при в'їзді в село

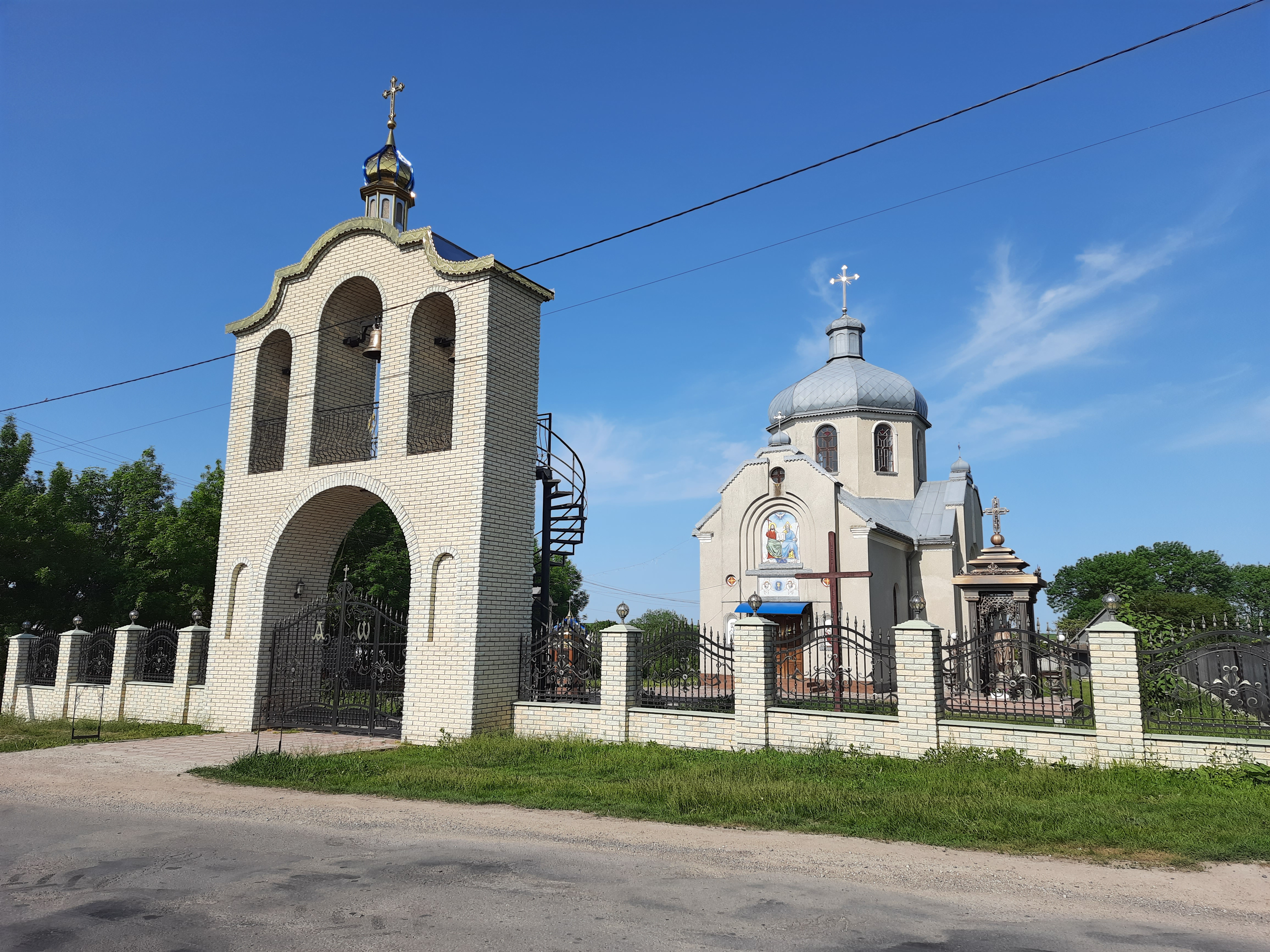
Церква Пресвятої Трійці

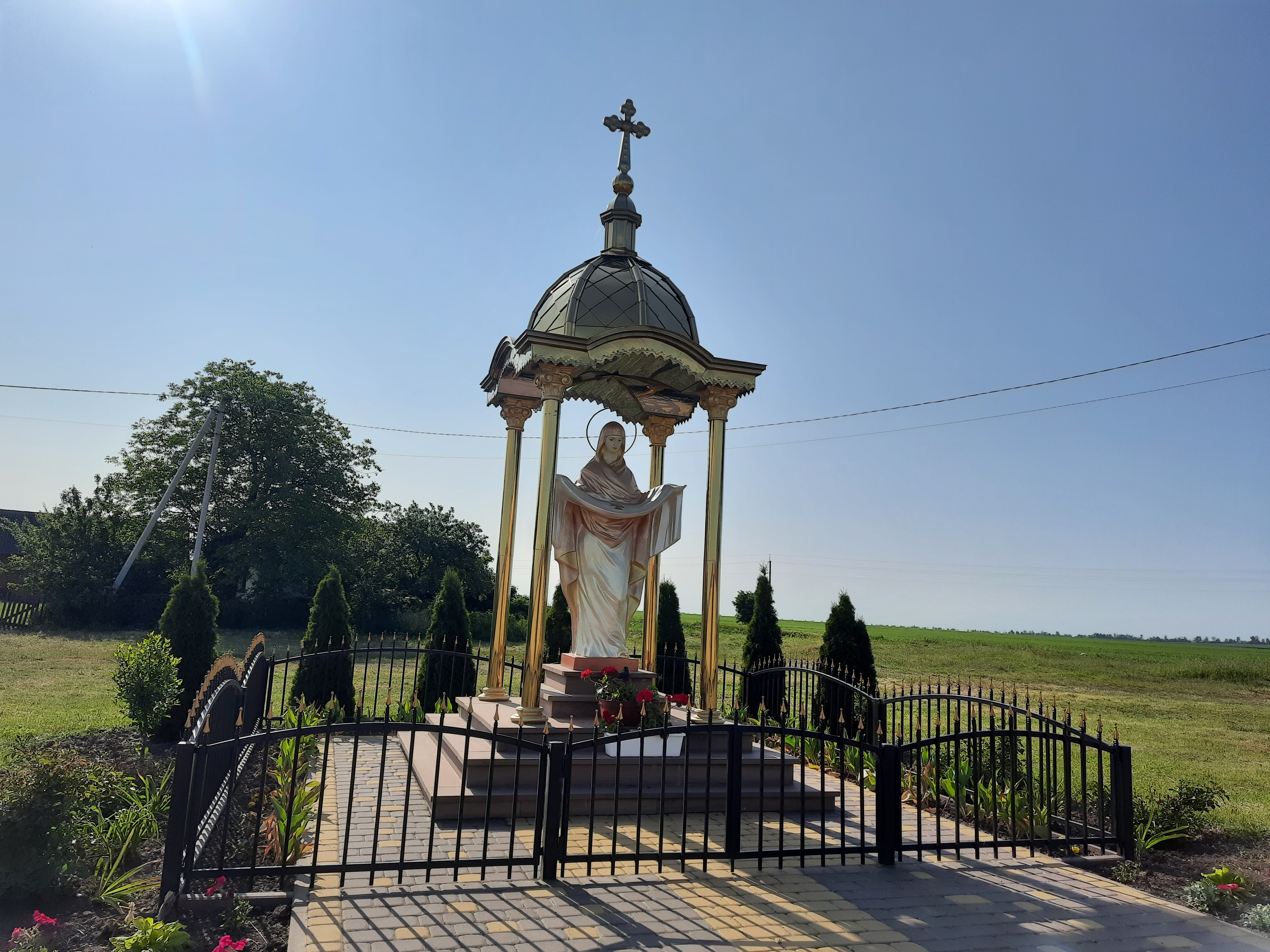
Статуя Божої Матері

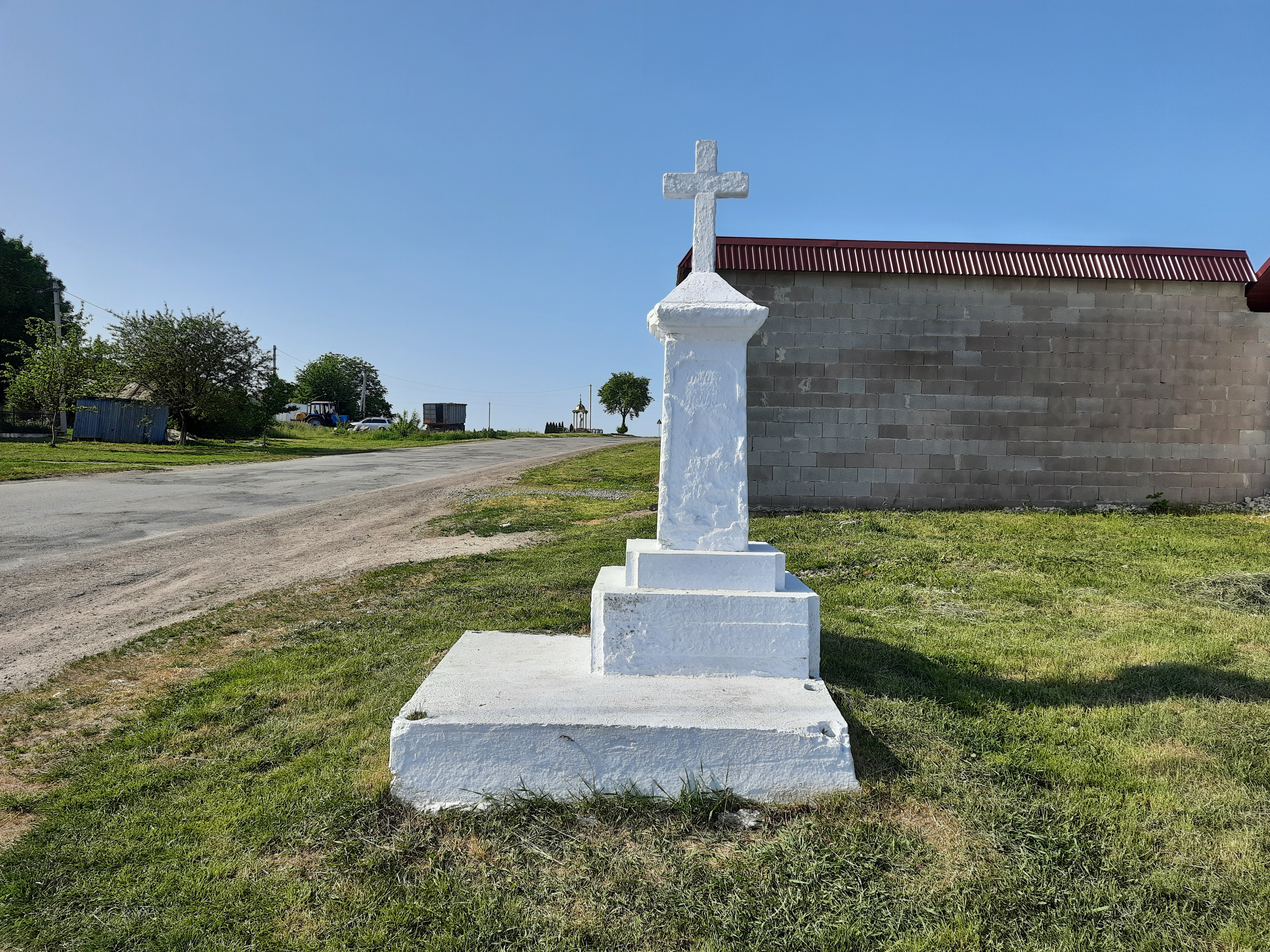
Пам'ятний хрест

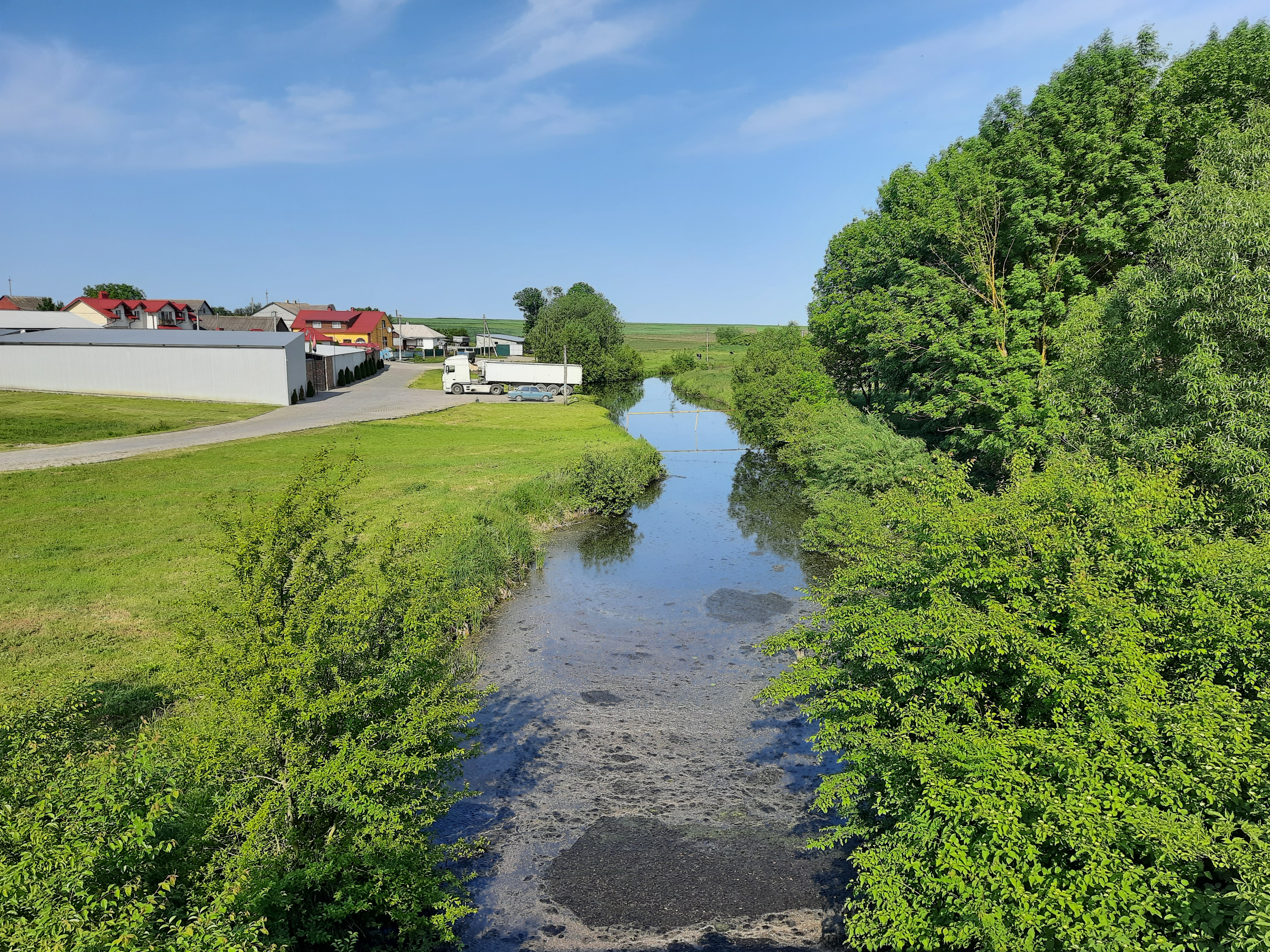
Річка Голодні Стави

Олені́вка — село в Україні, у Гримайлівській селищній громаді Чортківського району Тернопільської області. Сучасна назва села походить від жіночого імені Олена. Раніше село мало назву Елеонорівка, на честь доньки засновника поселення і першого його власника - віденського банкіра Леопольда Антона Елкана фон Елкансберга (пол. Leopold Anton Ełkan von Elkansberg).
Населення — 349 осіб (станом на 2001 рік).

## Географія
Село розташоване на півночі Чортківського району Тернопільської області за 5 кілометрів на південь від Гримайлова — центру селищної громади. Зі східної сторони, на невеликій відстані від села, бере початок річка Поплави.

### Клімат
Оленівка знаходяться в межах вологого континентального клімату із теплим літом. Але діяльність людини досить часто призводить до екоциду, поганих змін та глобального потепління. Рівень наповнення річок водою по області становить лише 20 % від необхідного стандарту, значна частина земної поверхні стає посушливою. Для покращення ситуації варто було б проводити ревайлдинг, відновлювати екосистеми та лісові насадження.

## Історія
Констанція Жевуська (1760/1761 — 1840) — дружина польного коронного гетьмана Северина Жевуського (1743—1811), внаслідок розкішного способу життя довела свій маєток, що називався Гримайлівський ключ , до банкрутства і втратила права на нього. На майно Жевуської був накладений секвестр — арешт і обмеження його використання внаслідок велетенських боргів власниці, а пізніше, на підставі рішення Львівського цісарського королівського шляхетського суду від 19 лютого 1823 р., Гримайлівський ключ за посередництвом фірми «Гаусер і Віоланд» окремими селами або групами близько розташованих сіл виставили на аукційні торги, які відбулися у 1823 р. Частину ключа із селами Гримайлів, Замур'є, Мазурівка, Підлісся і Буцики викупив віденський банкір Леопольд Елкан де Елкансберг (Leopold Ełkan de Ełkansberg).
Леопольд Елкан де Елкансберг залишив після себе пам'ятку, заснувавши фільварок в степу між Гримайловом і Клювинцями, на березі річечки Тарча (Tarcza) і її безіменної притоки, на відстані 5 км на південь від Гримайлова. Фільварок був названий на честь його дочки Елеонорівкою (пол. Eleonorówka). Через деякий час на незначній віддалі від фільварку зросло однойменне село.

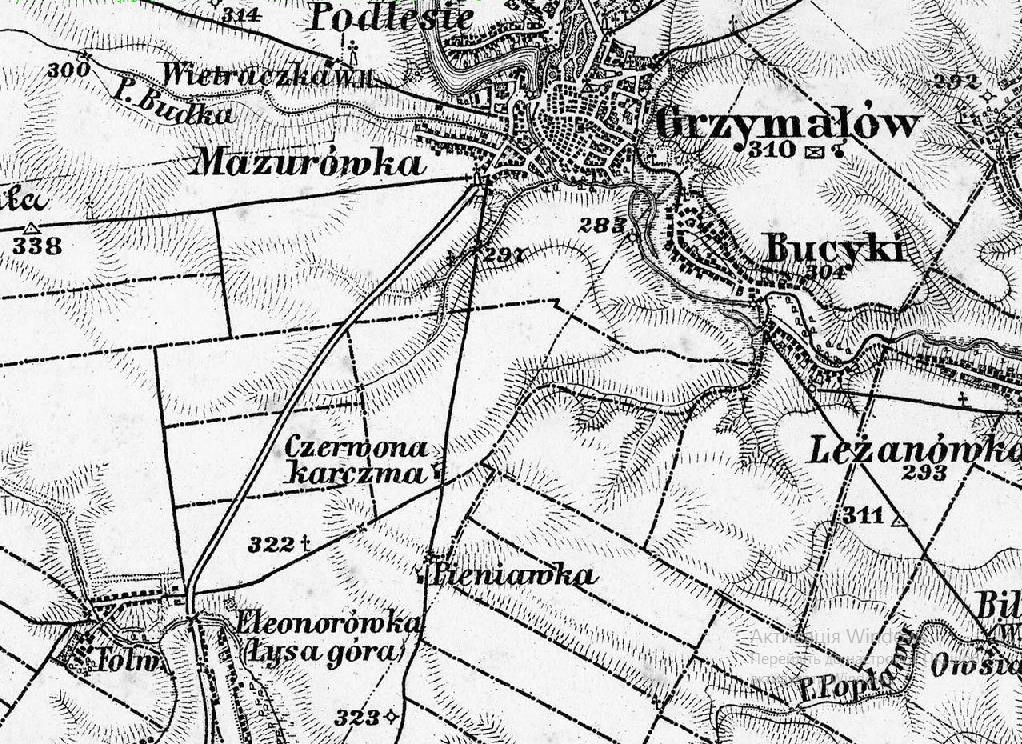
Фільварок і поселення Елеонорівка на мапі 1880 р.

Точна дата заснування Елеонорівки невідома, але де Елкансберг 15 березня 1831 р. продав свій маєток Антіму Нікоровичу (Antym Nikorowicz, 1806—1852), дідичу с. Кривчиці біля Львова, тому період заснування села можна локалізувати точно: від 1823 р. до 1831 р.
Село у другій половині XX ст. двічі змінювало свою назву. Спочатку, у радянські часи, воно стало «Єлєновкой», що може бути пов'язано зі співзвучністю імен Елеонора та Єлєна. Згодом, вже у незалежній Україні, воно отримало сучасну назву від імені Олена.
Історія Елеонорівки неподільно пов'язана з історією сусіднього (на віддалі не більше 5 км) селища Гримайлів, яке має як значно більші розміри, так і вищий адміністративний статус. Від свого виникнення село перебувало в адміністраційній, поштовій та релігійній приналежності до Гримайлова. Пошта, телефон, телеграф, суд, ринок, церква, костьол, школа, пізніше залізниця — все знаходилось у Гримайлові.
Не відіграючи якогось важливого значення, Елеонорівка довгий час вважалася присілком гримайлівського передмістя Мазурівки, про що прямо вказувалось в статистичних збірниках 1855 і 1868 рр. і в географічному словнику 1881 р. Також там зауважувалось, що інша назва Елеонорівки — Лиса Гора (пол. Łysa Góra). Але більше ніякої інформації не подавалось.
Про Елеонорівку не згадується у доповідях Бродівської торгово-промислової палати за 1851, 1857—1860, 1860—1863, 1863—1865, 1866—1870, 1869, 1871 рр. в розділах «Школи», «Дороги», «Заклади охорони здоров'я», «Виробництво пива», «Виробництво горілки», «Підприємства», «Ярмарки». Даний факт може свідчити про те, що населення Елеонорівки займалось здебільшого сільським господарством.
Власник маєтку Антім Нікорович вмер рано — в 1852 р. Наступного року його дочка Юлія вийшла заміж за графа Леонарда Пініньського і принесла йому частину гримайлівського ключа — Елеонорівку.
За віросповіданням населення села поділялося на греко- і римо-католицькі громади. Обидві входили у склад відповідних Гримайлівських парафій.
Після смерті Леонарда Пініньського у 1886 р. власниками земель стали його діти Станіслав та Леон Пініньські.
8 грудня 1903 р. в Елеонорівці відбулося урочисте відкриття і освячення початкової школи, яка була організована гримайлівським осередком Товариства Народної Школи (пол. Towarzystwo Szkoły Ludowej). Протекторат над школою взяв власник села граф Станіслав Пініньський, а у шкільний комітет вибрано місцевих мешканців Станіслава Сулковського, керівника угідь, Яна Коломійця, начальника ґміни з Гримайлова, і Владіслава Мільніцького, вчителя, який виконував контроль за навчанням. Діти навчалися читанню, письму і рахуванню. Релігії обох обрядів навчали священники з Гримайлова
Після смерті Станіслава Пініньського у 1911 р. його частка власності перейшла дочці Юлії.
В 1910 р. поруч села знаходився поміщицький маєток, розпарцельований на 1921 р.  В цей час в Елеонорівці проживало 604 мешканців.
Під час військових дій в періоди російської окупації (1914 — липень 1917), повернення австро-німецьких військ, боїв польсько-української (листопад 1918 — липень 1919) та польсько-більшовицької (1920) воєн значних обстрілів і боїв біля Елеонорівки не було.
На 30 вересня 1921 р. у селі знаходилося 77 житлових будинків і 67 інших будинків; всього проживало (без облікованих за військовим списком) 763 мешканців, з них — 373 чоловіків і 390 жінок; 591 католик, 150 греко-католиків, 22 юдеїв; 754 поляків, 8 українців, а також 1 єврей. 
У 1926 р. товариством «Просвіта» в Елеонорівці була відкрита бібліотека, у якій станом на 31 грудня 1929 р. знаходилось 128 книжок і обліковувалося 32 читачів. 
1 серпня 1934 року село увійшло до складу новоутвореної сільської гміни Гримайлів.
На початку березня 1943 р. в селі проживало 882 особи. Існував телефонний зв'язок із Гримайловом.
12 червня 2020 року, відповідно до розпорядження Кабінету Міністрів України № 724-р «Про визначення адміністративних центрів та затвердження територій територіальних громад Тернопільської області» увійшло до складу Гримайлівської селищної громади.
19 липня 2020 року, в результаті адміністративно-територіальної реформи та ліквідації Гусятинського району, село увійшло до складу новоутвореного Чортківського району.

## Населення

### Мова
Розподіл населення за рідною мовою за даними перепису 2001 року:
| Мова       | Кількість | Відсоток |
| ---------- | --------- | -------- |
| українська | 348       | 99.71%   |
| російська  | 1         | 0.29%    |
| Усього     | 349       | 100%     |

## Герб
Затверджений 22 червня 2023р. рiшенням №3787 XVII сесії селищної ради VIII скликання. Герб є промовистим. У синьому щиті золотий олень, на якому сидить дівчина в срібному платті і короні. Щит вписаний в золотий декоративний картуш, внизу якого напис "ОЛЕНІВКА", і увінчаний золотою сільською короною.

## Адміністративний устрій
З моменту появи до 1850 р. Елеонорівка перебувала у Тернопільському циркулі (окрузі) Королівства Галичини та Володимирії Австрійської імперії.
Від 1850 р. до адміністративної реформи 1867 року село було у складі Гримайлівського повіту (bezirke) Тернопільського району (kreis) Тернопільського округу (kreisgericht) провінції «Львів» («Lemberg»).
Після реформи 1867 року Елеонорівка увійшла у склад Скалатського повіту.
У створенній після розпаду Австро-Угорщини Польській Республіці село окремою ґміною залишилося у складі Скалатського повіту.
З 1 серпня 1934 р. Елеонорівка в рамках адміністративної реформи увійшла у склад Гримайлівської сільської ґміни.
Розпорядженням тернопільського воєводи А.Марушевського від 20 вересня 1934 р. щодо поділу територій сільських ґмін Скалатського повіту на громади, була створена громада Елеонорівка у складі місцевостей Елеонорівка і Колонія.
Після приєднання Західної України до СРСР (1939 р.) з 1 січня 1940 р. село перебувало у Гримайлівському районі створеної Тернопільської області.
У період радянсько-німецької війни (1941—1945) Елеонорівка спочатку перебувала у Скалатському повіті Тернопільського округу (до липня 1943 р.), а після того, як у липні відбулися зміни в структурі повітів — у складі волостної громади «Гримайлів» Тернопільського окружного староства дистрикту «Галичина».
У післявоєнний час до 20 березня 1958 р. Елеонорівка (на той момент вже Єлєновка) — була у складі Гримайлівського району Тернопільської області. Після ліквідації Гримайлівського району, його територію передано Скалатському. Від 1 січня 1963 року під час адміністративної реформи Єлєновка перейшла у Підволочиський район. З введенням у січні 1965 р. нового територіального поділу, село увійшло до Гусятинського району, де спочатку підпорядковувалося Гримайлівській селищній раді, а від грудня 2016 року ввійшло у склад Гримайлівської селищної громади.

## Політика

### Парламентські вибори, 2019
На позачергових парламентських виборах 2019 року у селі функціонувала окрема виборча дільниця № 610241, розташована у приміщенні клубу.
Результати
- зареєстровано 234 виборці, явка 67,09%, найбільше голосів віддано за «Слугу народу» — 42,58%, за Всеукраїнське об'єднання «Батьківщина» — 19,35%, за «Голос» — 8,39%.[32] В одномандатному окрузі найбільше голосів отримав Микола Люшняк (самовисування) — 35,48%, за Ігоря Сопеля (Слуга народу) — 32,90%, за Володимира Бліхаря (Всеукраїнське об'єднання «Батьківщина») — 11,61%[33].

## Пам'ятки
У селі є церква Пресвятої Трійці, яку було відкрито 1997 року.

## Соціальна сфера
Село має ЗОШ І ступеня, два магазини, сільський клуб, а також волейбольний майданчик та футбольне поле.

## Відомі люди
- Віктор Хошовський[pl] (1873—1940) — підполковник жандармерії Війська Польського та генеральний інспектор державної поліції.
- Перешлюга Микола Васильович (1994—2023) — український військовослужбовець, учасник російсько-української війни(1994-2023)[34].